# Trinitramide
Trinitramide là một hợp chất vô cơ của nitơ và oxy có công thức hóa học N(NO2)3. Hợp chất này được phát hiện và mô tả vào năm 2010 bởi các nhà nghiên cứu tại Viện Công nghệ Hoàng gia (KTH) ở Thụy Điển. Phân tử của nó gồm một nguyên tử nitơ liên kết với ba nhóm nitro (–NO2).
Trước đó, đã có suy đoán liệu trinitramide có tồn tại hay không. Các tính toán lý thuyết của Montgomery và Michels vào năm 1993 cho thấy hợp chất này có khả năng ổn định.

## Điều chế
Trinitramide được điều chế bằng phản ứng nitrat hóa của kali dinitramide hoặc amoni dinitramide với nitronium tetrafluoroborate trong acetonitrile ở nhiệt độ thấp.
[NH
4]+
[N(NO
2)
2]−
 + [NO
2]+
[BF
4]−
 → N(NO
2)
3 + [NH
4]+
[BF
4]−

## Ứng dụng
Trinitramide có tiềm năng sử dụng như một trong những chất oxy hóa nhiên liệu tên lửa hiệu quả nhất và ít gây ô nhiễm nhất vì nó không chứa chlor. Điều này có thể là một sự phát triển quan trọng, vì phương trình tên lửa Tsiolkovsky ngụ ý rằng ngay cả những cải tiến nhỏ về xung lực đẩy riêng cũng tạo ra sự thay đổi tương tự về delta-v, có thể tạo ra những cải tiến lớn về kích thước của tải trọng phóng tên lửa thực tế. Xung lực mật độ (xung lực trên thể tích) của nhiên liệu tên lửa dựa trên trinitramide có thể tốt hơn 20 đến 30 phần trăm so với hầu hết các công thức nhiên liệu hiện có, tuy nhiên xung lực đẩy riêng (xung lực trên khối lượng) của các nhiên liệu có oxy lỏng vẫn lớn hơn.